# Indicador de Tashiro
El indicador de Tashiro es un indicador de pH  formado por una mezcla de rojo de metilo y azul de metileno en etanol o en metanol, por lo que se trata de un indicador mixto. La función del azul de metileno en la mezcla, es la de aumentar la nitidez de los cambios de color del rojo de metilo, ya que dicho indicador no tiene propiedades ácido-base y solo cambia de color cuando se oxida o cuando se reduce (indicador redox). Con la mezcla rojo de metilo-azul de metileno se obtienen virajes  muy  netos, ya que pasa de violeta, suma del color rojo y azul a verde, color resultante de la combinación de amarillo y azul, mucho más fácil de apreciar por el ojo humano que el viraje de rojo a amarillo anaranjado característico del rojo de metilo en solitario. El intervalo de viraje se produce entre, aproximadamente pH 4,4 y pH 6,0. Su principal y mayor aplicación está relacionada con la determinación de amoniaco en el análisis Kjeldahl. 

## Historia
El empleo de la mezcla indicadora de rojo de metilo con azul de metileno en análisis de nitrógeno por el método de Kjeldahl, fue propuesta por el bioquímico de origen húngaro Albert Sobel, junto con sus colaboradores, cuando trabajaba en el Laboratorio de Investigación Pediátrica del Hospital Judío de Brooklyn, en 1937. Dada la transcendencia que el método de Kjedahl adquirió con el tiempo como método de referencia de la determinación de nitrógeno orgánico, el indicador propuesto en su día por Sobel terminó llamándose indicador de Tashiro o indicador Shiro-Tahsiro, en reconocimiento al bioquímico estadounidense de origen japonés, Tashiro Shirosuke, que ya lo había utilizado con anterioridad en sus estudios de fisiología del tejido animal.

## Composición
El indicador utilizado por Sobel y colaboradores para la determinación del amoniaco recogido sobre ácido bórico estaba formado por la mezcla de 100 mL de disolución que contenían 30 mg de rojo de metilo (0,03% m/v), con otros 15 mL de disolución de azul de metileno de concentración 0,1% (m/v), es decir 1 mg/mL. Los mismos autores indican que si el color resultante es demasiado azul, se puede añadir más disolución de rojo de metilo. De hecho, en la actualidad, los laboratorios proveedores de este reactivo lo comercializan con una mayor concentración de los componentes, por ejemplo, de 100 mg de rojo de metilo y 50 mg de azul de metileno por cada 100 mL de disolución etanólica final,  así como en otras proporciones y concentraciones diferentes.
|                |
| Rojo de metilo |

|                  |
| Azul de metileno |